# Ainbcellach mac Ferchair
Ainbcellach mac Ferchair foi rei dos Scots de Dalriada  de 697 a 698.

## Biografia
Ainbcellach mac Ferchair era filho de Ferchar Fota. Tornou-se rei de Dalriada após o assassinato de Eochaid mac Domangairt "Riannmail", morto após um ano de reinado. No ano seguinte, os Anais mencionam o incêndio de Dun Ollaigh antes de Ainbcellach ser expulso do reino e enviado, prisioneiro, para a Irlanda.
O seu sucessor é Fiannamail ua Dúnchada, de uma linhagem secundária de Cenél Gabrain, morto dois anos mais tarde, em 700  e substituído por Selbach mac Ferchair, irmão de Ainbcellach.
Na ausência temporária do novo pretendente de Cenél Gabrain, terá eclodido uma guerra civil entre os dois irmãos, pois os Anais de Ulster mencionam a destruição, em 701, da fortaleza de Dun Ollaigh por Selbach.
Ainbcellach tenta retomar o trono de Dalriada, mas é derrotado e morto pelo seu irmão durante a batalha de Findglen, em setembro de 719.

## Descendência
Ainbcellach deixa dois filhos:
- Muiredach mac Ainbcellaich, rei de Dalriada.
- Ruadrai mac Ainbcellaich, antepassado da linhagem dos Mormaers de Moray, segundo a lista genealógica do "Genelach Rig n-Alban".